# Horna, Antarktis
Horna är en bergstopp i Antarktis. Den ligger i Östantarktis. Norge gör anspråk på området. Toppen på Horna är 1 474 meter över havet.
Terrängen runt Horna är varierad.  Trakten är obefolkad. Det finns inga samhällen i närheten. 